# João Dias
João Dias este un oraș în Rio Grande do Norte (RN), Brazilia.